# Pallamano ai Giochi della XXXIII Olimpiade - Torneo maschile
Il torneo maschile di pallamano ai Giochi della XXXIII Olimpiade si è svolto dal 27 luglio all'11 agosto 2024 e si è disputato al Paris Expo Porte de Versailles a Parigi per la fase a gironi e allo stadio Pierre Mauroy di Lilla per la fase finale.
Il torneo è stato vinto dalla Danimarca, che in finale ha battuto la Germania per 39-26.

## Formato
Le dodici squadre partecipanti sono state divise in due gironi da sei e ciascuna squadra affronta tutte le altre, per un totale di cinque giornate. Le prime quattro classificate accedono ai quarti di finale.

## Squadre partecipanti
Al torneo hanno preso parte 12 squadre nazionali: la rappresentativa della nazione ospitante, la squadra detentrice del titolo mondiale, quattro campioni continentali e le sei squadre vincitrici dei tre tornei di qualificazione organizzati dall'IHF.
|                                     | Data                         | Sede           | Posti | Qualificate       |
| ----------------------------------- | ---------------------------- | -------------- | ----- | ----------------- |
| Paese organizzatore                 |                              |                | 1     | Francia           |
| Campionato mondiale 2023            | 11–29 gennaio 2023           | Polonia Svezia | 1     | Danimarca         |
| Torneo asiatico di qualificazione   | 18-28 ottobre 2023           | Qatar          | 1     | Giappone          |
| Giochi Panamericani 2023            | 30 ottobre - 4 novembre 2023 | Cile           | 1     | Argentina         |
| Campionato europeo 2024             | 10-28 gennaio 2024           | Germania       | 1     | Svezia            |
| Campionato africano 2024            | 17-27 gennaio 2024           | Egitto         | 1     | Egitto            |
| Torneo olimpico di qualificazione 1 | 14-17 marzo 2024             | Spagna         | 2     | Slovenia Spagna   |
| Torneo olimpico di qualificazione 2 | 14-17 marzo 2024             | Germania       | 2     | Croazia Germania  |
| Torneo olimpico di qualificazione 3 | 14-17 marzo 2024             | Ungheria       | 2     | Norvegia Ungheria |
| Totale                              |                              |                | 12    |                   |

## Sorteggio dei gironi
La composizione delle urne per il sorteggio dei gironi venne resa nota il 17 marzo 2024. Il sorteggio dei gironi si tenne il 16 aprile 2024 alla Maison du Handball a Créteil, in Francia.
| Urna 1    | Urna 2   | Urna 3   | Urna 4   | Urna 5 | Urna 6    |
| --------- | -------- | -------- | -------- | ------ | --------- |
| Danimarca | Croazia  | Ungheria | Slovenia | Svezia | Giappone  |
| Spagna    | Norvegia | Germania | Francia  | Egitto | Argentina |

## Fase a gironi

### Girone A

#### Classifica
| Pos. | Squadra  | Pt | G | V | N | P | GF  | GS  | DR  |
| ---- | -------- | -- | - | - | - | - | --- | --- | --- |
| 1.   | Germania | 8  | 5 | 4 | 0 | 1 | 162 | 144 | +18 |
| 2.   | Slovenia | 6  | 5 | 3 | 0 | 2 | 140 | 142 | -2  |
| 3.   | Spagna   | 6  | 5 | 3 | 0 | 2 | 151 | 148 | +3  |
| 4.   | Svezia   | 6  | 5 | 3 | 0 | 2 | 158 | 139 | +19 |
| 5.   | Croazia  | 4  | 5 | 2 | 0 | 3 | 148 | 156 | -8  |
| 6.   | Giappone | 0  | 5 | 0 | 0 | 5 | 143 | 173 | -30 |

#### Risultati
| Arbitro: | C. Bonaventura, J. Bonaventura |

|         |           |          |
| Gómez 7 | Marcatori | Bombač 5 |

| Arbitro: | Kleven, Jørum |

|            |           |             |
| Šoštarič 6 | Marcatori | Yasuhura 10 |

| Arbitro: | Hansen, Madsen |

|          |           |         |
| Uščins 8 | Marcatori | Wanne 8 |

| Arbitro: | Bíró, Kiss |

|            |           |          |
| Fujisaka 6 | Marcatori | Uščins 7 |

| Arbitro: | Nachevski, Nikolov |

|              |           |                              |
| Janc, Vlah 8 | Marcatori | Martinović, Šoštarič, Srna 5 |

| Arbitro: | Horáček, Novotný |

|                                |           |             |
| Bergendahl, Karlsson, Pellas 5 | Marcatori | Fernández 7 |

| Arbitro: | Horáček, Novotný |

|              |           |         |
| Martinović 9 | Marcatori | Golla 8 |

| Arbitro: | Pavićević, Ražnatović |

|             |           |                      |
| Odriozola 6 | Marcatori | Fujisaka, Yasuhira 7 |

| Arbitro: | Brunner, Salah |

|         |           |         |
| Janc 10 | Marcatori | Wanne 6 |

| Arbitro: | C. Bonaventura, J. Bonaventura |

|              |           |          |
| Martinović 8 | Marcatori | Pellas 9 |

| Arbitro: | Nachevski, Nikolov |

|          |           |          |
| Uščins 8 | Marcatori | Gómez 10 |

| Arbitro: | Hansen, Madsen |

|            |           |         |
| Yasuhara 8 | Marcatori | Vlah 14 |

| Arbitro: | Schulze, Tönnies |

|            |           |           |
| Karlsson 6 | Marcatori | Sugioka 9 |

| Arbitro: | Jørum, Kleven |

|          |           |          |
| Häfner 7 | Marcatori | Horžen 7 |

| Arbitro: | Horáček, Novotný |

|             |           |           |
| Rodríguez 6 | Marcatori | Klarica 7 |

### Girone B

#### Classifica
| Pos. | Squadra   | Pt | G | V | N | P | GF  | GS  | DR  |
| ---- | --------- | -- | - | - | - | - | --- | --- | --- |
| 1.   | Danimarca | 10 | 5 | 5 | 0 | 0 | 165 | 133 | +32 |
| 2.   | Egitto    | 7  | 5 | 3 | 1 | 1 | 148 | 140 | +8  |
| 3.   | Norvegia  | 6  | 5 | 3 | 0 | 2 | 139 | 136 | +3  |
| 4.   | Francia   | 5  | 5 | 2 | 1 | 2 | 129 | 131 | -2  |
| 5.   | Ungheria  | 2  | 5 | 1 | 0 | 4 | 137 | 138 | -1  |
| 6.   | Argentina | 0  | 5 | 0 | 0 | 5 | 131 | 171 | -40 |

#### Risultati
| Arbitro: | Nachevski, Nikolov |

|        |           |              |
| Imre 7 | Marcatori | Adel, Omar 9 |

| Arbitro: | Horáček, Novotný |

|            |           |              |
| Grøndahl 8 | Marcatori | D. Simonet 5 |

| Arbitro: | Schulze, Tönnies |

|                    |           |          |
| Gidsel, Pytlick 11 | Marcatori | Descat 7 |

| Arbitro: | Lah, Sok |

|                           |           |                     |
| Adel, S. El-Deraa, Omar 5 | Marcatori | Arnoldsen, Gidsel 8 |

| Arbitro: | García, Marín |

|        |           |         |
| Mem 10 | Marcatori | Blonz 7 |

| Arbitro: | Schulze, Tönnies |

|              |           |        |
| P. Simonet 5 | Marcatori | Imre 7 |

| Arbitro: | Lah, Sok |

|         |           |                       |
| Blonz 9 | Marcatori | Bánhidi, Bodó, Imre 6 |

| Arbitro: | Kurtagic, Wetterwik |

|            |           |        |
| Fabregas 5 | Marcatori | Omar 8 |

| Arbitro: | Belkhiri, Hamidi |

|           |           |                                  |
| Gidsel 13 | Marcatori | Parker, I. Pizarro, P. Simonet 5 |

| Arbitro: | García, Marín |

|        |           |          |
| Ilić 5 | Marcatori | Gidsel 8 |

| Arbitro: | Pavićević, Ražnatović |

|          |           |          |
| Parker 7 | Marcatori | Descat 8 |

| Arbitro: | Schulze, Tönnies |

|            |           |        |
| Reinkind 7 | Marcatori | Omar 7 |

| Arbitro: | Bíró, Kiss |

|                     |           |              |
| S. El-Deraa, Zein 6 | Marcatori | F. Pizarro 6 |

| Arbitro: | Hansen, Madsen |

|        |           |          |
| Imre 6 | Marcatori | Prandi 7 |

| Arbitro: | Nachevski, Nikolov |

|           |           |            |
| Pytlick 9 | Marcatori | Reinkind 6 |

## Fase finale

### Tabellone
|  | Quarti di finale | Quarti di finale | Quarti di finale |           |          | Semifinali | Semifinali | Semifinali |        |                 | Finale          | Finale          | Finale |  |
|  |                  |                  |                  |           |          |            |            |            |        |                 |                 |                 |        |  |
|  | A1               | Germania (dts)   | 35               |           |          |            |            |            |        |                 |                 |                 |        |  |
|  | A1               | Germania (dts)   | 35               |           |          |            |            |            |        |                 |                 |                 |        |  |
|  | B4               | Francia          | 34               |           |          |            |            |            |        |                 |                 |                 |        |  |
|  | B4               | Francia          | 34               |           | Germania | Germania   | 25         |            |        |                 |                 |                 |        |  |
|  |                  |                  |                  |           | Germania | Germania   | 25         |            |        |                 |                 |                 |        |  |
|  |                  |                  | Spagna           | Spagna    | 24       |            |            |            |        |                 |                 |                 |        |  |
|  | A3               | Spagna (dts)     | Spagna           | Spagna    | 24       | 29         |            |            |        |                 |                 |                 |        |  |
|  | A3               | Spagna (dts)     |                  |           |          |            |            |            |        |                 |                 |                 |        |  |
|  | B2               | Egitto           | 28               |           |          |            |            |            |        |                 |                 |                 |        |  |
|  | B2               | Egitto           | 28               |           | Germania | Germania   | 26         |            |        |                 |                 |                 |        |  |
|  |                  |                  |                  |           |          |            |            |            |        |                 |                 |                 |        |  |
|  |                  |                  | Danimarca        | Danimarca | 39       |            |            |            |        |                 |                 |                 |        |  |
|  | B3               | Norvegia         | Danimarca        | Danimarca | 39       | 28         |            |            |        |                 |                 |                 |        |  |
|  | B3               | Norvegia         |                  |           |          | 28         |            |            |        |                 |                 |                 |        |  |
|  | A2               | Slovenia         | 33               |           |          |            |            |            |        |                 |                 |                 |        |  |
|  | A2               | Slovenia         | 33               |           | Slovenia | Slovenia   | 30         |            |        | Finale 3º posto | Finale 3º posto | Finale 3º posto |        |  |
|  |                  |                  |                  |           | Slovenia | Slovenia   | 30         |            |        |                 |                 |                 |        |  |
|  |                  |                  | Danimarca        | Danimarca | 31       |            |            |            |        |                 |                 |                 |        |  |
|  | B1               | Danimarca        | Danimarca        | Danimarca | 31       | 32         |            |            | Spagna | Spagna          | 23              |                 |        |  |
|  | B1               | Danimarca        |                  |           |          |            |            |            | Spagna | Spagna          | 23              |                 |        |  |
|  | A4               | Svezia           | 31               |           |          | Slovenia   | Slovenia   | 22         |        |                 |                 |                 |        |  |

### Quarti di finale
| Arbitro: | Horáček, Novotný |

|         |           |               |
| Gómez 9 | Marcatori | Y. El-Deraa 8 |

| Arbitro: | Hansen, Madsen |

|           |           |        |
| Uščins 14 | Marcatori | Mem 10 |

| Arbitro: | C. Bonaventura, J. Bonaventura |

|           |           |         |
| Pytlick 9 | Marcatori | Claar 7 |

| Arbitro: | García, Marín |

|         |           |         |
| Blonz 7 | Marcatori | Vlah 11 |

### Semifinali
| Arbitro: | Nachevski, Nikolov |

|          |           |             |
| Uščins 6 | Marcatori | Fernández 5 |

| Arbitro: | Horáček, Novotný |

|                |           |             |
| Bombač, Vlah 7 | Marcatori | M. Landin 6 |

### Finale 3º posto
| Arbitro: | Hansen, Madsen |

|         |           |           |
| Gómez 5 | Marcatori | Dolenec 6 |

### Finale
| Arbitro: | Lah, Sok |

|         |           |           |
| Knorr 6 | Marcatori | Gidsel 11 |

## Classifica finale
| Pos | Squadre   |
| --- | --------- |
|     | Danimarca |
|     | Germania  |
|     | Spagna    |
| 4   | Slovenia  |
| 5   | Egitto    |
| 6   | Norvegia  |
| 7   | Svezia    |
| 8   | Francia   |
| 9   | Croazia   |
| 10  | Ungheria  |
| 11  | Giappone  |
| 12  | Argentina |